# 密西西比小鱸
密西西比小鱸為輻鰭魚綱鱸形目鱸亞目河鱸科小鱸屬的其中一種，該物種被IUCN列為瀕危保育類動物，分布於美國的淡水流域，棲息在中底層水域。